# Сунь Шеннань
Сунь Шеннань (нар. 21 січня 1987) — колишня китайська тенісистка.
Найвищу одиночну позицію світового рейтингу — 216 місце досягла 4 квітня 2011, парну — 50 місце — 17 вересня 2007 року.
Здобула 6 одиночних та 1 парний титул.
Найвищим досягненням на турнірах Великого шолома було 2 коло в парному розряді.

## Фінали турнірів WTA

### Парний розряд: 3 (1–2)
| Легенда (до/після 2009)                |
| -------------------------------------- |
| Турніри Великого шолома                |
| Tier I / Premier Mandatory & Premier 5 |
| Tier II / Premier                      |
| Tier III, IV & V / International (1–2) |

| Фінали за покриттям |
| Тверде (1–1)        |
| Трава (0–0)         |
| Ґрунт (0–1)         |
| Килим (0–0)         |

| Результат | Ранг | Дата            | Турнір                                      | Покриття | Партнерка   | Суперниці                                  | Рахунок          |
| --------- | ---- | --------------- | ------------------------------------------- | -------- | ----------- | ------------------------------------------ | ---------------- |
| Поразка   | 1.   | 13 травня 2007  | Prague Open, Чехія                          | Ґрунт    | Цзи Чуньмей | Петра Цетковська Андреа Сестіні Главачкова | 6–7(7–9), 2–6    |
| Перемога  | 1.   | 16 вересня 2007 | Commonwealth Bank Tennis Classic, Індонезія | Тверде   | Цзи Чуньмей | Джилл Крейбас Наталі Грандін               | 6–3, 6–2         |
| Поразка   | 2.   | 13 лютого 2011  | Pattaya Women's Open, Таїланд               | Тверде   | Чжен Цзє    | Сара Еррані Роберта Вінчі                  | 6–3, 3–6, [5–10] |

## Фінали ITF
| турніри $100,000 |
| турніри $75,000  |
| турніри $50,000  |
| турніри $25,000  |
| турніри $10,000  |

### Одиночний розряд: 8 (6–2)
| Результат | Ранг | Дата     | Турнір               | Покриття | Суперниця         | Рахунок       |
| --------- | ---- | -------- | -------------------- | -------- | ----------------- | ------------- |
| Перемога  | 1.   | Кві 2005 | ITF Ухань, КНР       | Тверде   | Лян Чень          | 6–3, 4–6, 6–3 |
| Перемога  | 2.   | Тра 2005 | ITF Ахмадабад, Індія | Тверде   | Анкіта Бгамбрі    | 6–2, 6–2      |
| Поразка   | 1.   | Сер 2005 | ITF Усі, КНР         | Тверде   | Саекі Міхо        | 6–2, 7–6(7–1) |
| Перемога  | 3.   | Кві 2006 | ITF Ґуанчжоу, КНР    | Тверде   | Сема Юріка        | 6–2, 6–4      |
| Перемога  | 4.   | Чер 2009 | ITF Цяньшань, КНР    | Тверде   | Хань Сіньюнь      | 6–1, 6–4      |
| Перемога  | 5.   | Сер 2009 | ITF Пінго, КНР       | Тверде   | Чжоу Імяо         | 6–4, 6–4      |
| Перемога  | 6.   | Сер 2009 | ITF Цяньшань, КНР    | Тверде   | Лян Чень          | 6–3, 6–3      |
| Поразка   | 2.   | Кві 2010 | ITF Ґіфу, Японія     | Ґрунт    | Кароліна Плішкова | 6–3, 3–6, 6–3 |

### Парний розряд: 43 (26–17)
| Результат | Ранг | Дата              | Турнір                 | Покриття   | Партнерка      | Суперниці                                       | Рахунок                |
| --------- | ---- | ----------------- | ---------------------- | ---------- | -------------- | ----------------------------------------------- | ---------------------- |
| Поразка   | 1.   | 27 лютого 2005    | ITF Мелілья, Іспанія   | Тверде     | Ян Шуцзін      | Сара Еррані Марія Хосе Мартінес Санчес          | 7–6(7–2), 0–6, 5–7     |
| Поразка   | 2.   | 29 травня 2005    | Шанхай, КНР            | Тверде     | Лю Ваньтін     | Чжуан Цзяжун Тедзука Ремі                       | 6–4, 4–6, 1–6          |
| Перемога  | 3.   | 26 лютого 2006    | Мелілья, Іспанія       | Тверде     | Лю Ваньтін     | Сара дель Барріо Арагон Сабріна Мендес Домінгес | 6–4, 6–0               |
| Перемога  | 4.   | 4 червня 2006     | Тяньцзінь, КНР         | Тверде     | Цзи Чуньмей    | Чжань Цзіньвей Чень Ї                           | 3–6, 7–6(9–7), 6–1     |
| Поразка   | 5.   | 23 липня 2006     | Чунцін, КНР            | Тверде     | Цзи Чуньмей    | Жень Цзін Чжан Шуай                             | 4–6, 3–6               |
| Поразка   | 6.   | 27 серпня 2006    | Нанкін, КНР            | Тверде     | Цзи Чуньмей    | Чжуан Цзяжун Сє Яньцзе                          | 1–6, 6–7(13–11)        |
| Перемога  | 7.   | 29 жовтня 2006    | Пекін, КНР             | Тверде (i) | Цзи Чуньмей    | Марина Еракович Ракел Атаво                     | 6–2, 6–2               |
| Перемога  | 8.   | 5 листопада 2006  | Шанхай, КНР            | Тверде     | Цзи Чуньмей    | Акгуль Аманмурадова Ірода Туляганова            | 6–4, 7–5               |
| Перемога  | 9.   | 14 жовтня 2007    | Пекін, КНР             | Тверде     | Цзи Чуньмей    | Лян Чень Чжао Їцзін                             | 6–2, 6–3               |
| Перемога  | 10.  | 11 листопада 2007 | Тайчжоу, КНР           | Тверде     | Цзи Чуньмей    | Хуан Лей Чжан Шуай                              | 7–6(7–5), 1–6, [13–11] |
| Поразка   | 11.  | 2 грудня 2007     | Сямень, КНР            | Тверде     | Цзи Чуньмей    | Хань Сіньюнь Сюй Їфань                          | 4–6, 5–7               |
| Перемога  | 12.  | 14 березня 2008   | Нью-Делі, Індія        | Тверде     | Цзи Чуньмей    | Суніта Рао Орелі Веді                           | 2–6, 6–2, [10–4]       |
| Поразка   | 13.  | 21 листопада 2008 | Колката, Індія         | Тверде     | Лу Цзінцзін    | Лаура Зігемунд Агнеш Сатмарі                    | 5–7, 3–6               |
| Перемога  | 14.  | 13 лютого 2009    | Мілдьюра, Австралія    | Трава      | Лу Цзінцзін    | Хань Сіюнь Цзи Чуньмей                          | 7–6(7–2), 7–6(7–4)     |
| Поразка   | 15.  | 21 лютого 2009    | Ґуанчжоу, КНР          | Тверде     | Хань Сіюнь     | Цзи Чуньмей Лян Чень                            | 7–6(9–7), 2–6, [3–10]  |
| Перемога  | 16.  | 8 березня 2009    | Ліон, Франція          | Тверде (i) | Лу Цзінцзін    | Пемра Озген Чжан Шуай                           | 6–4, 7–5               |
| Перемога  | 17.  | 14 березня 2009   | Лас-Пальмас, Іспанія   | Тверде     | Лу Цзінцзін    | Яна Бучіна Тая Могорчич                         | 6–3, 7–6(7–1)          |
| Перемога  | 18.  | 21 березня 2009   | Тенерифе, Іспанія      | Тверде     | Чжан Шуай      | Паула Фондевіла Кастро Лаура Торп               | 6–1, 6–2               |
| Перемога  | 19.  | 27 березня 2009   | Ла-Пальма, Іспанія     | Тверде     | Лу Цзінцзін    | Елені Даніліду Ясмін Вер                        | 6–2, 5–7, [10–5]       |
| Перемога  | 20.  | 17 травня 2009    | Куруме, Японія         | Килим      | Лу Цзінцзін    | Чжан Кайчжень Маекава Аяка                      | 6–3, 6–2               |
| Перемога  | 21.  | 24 травня 2009    | Інчхон, Корея          | Тверде     | Лу Цзінцзін    | Хань Сіюнь Цзи Чуньмей                          | 6–3, 6–3               |
| Поразка   | 22.  | 31 травня 2009    | Коян, Корея            | Тверде     | Лу Цзінцзін    | Басукі Яюк Романа Теджакусума                   | 6–7(5), 3–6 [8–10]     |
| Поразка   | 23.  | 7 червня 2009     | Gimhae, Корея          | Тверде     | Лян Чень       | Басукі Яюк Романа Теджакусума                   | 5–7, 1–6               |
| Перемога  | 24.  | 27 червня 2009    | Цяньшань, КНР          | Тверде     | Чжоу Імяо      | Хань Сіюнь Їн Цянь                              | 6–2, 6–4               |
| Перемога  | 25.  | 3 липня 2009      | Сямень, КНР            | Тверде     | Лу Цзінцзін    | Хань Сіюнь Као Шао-юань                         | 6–2, 6–4               |
| Поразка   | 26.  | 21 серпня 2009    | Пінго, КНР             | Тверде     | Лу Цзінцзін    | Чжань Цзіньвей Хванг І-Хсюань                   | 6–3, 5–7, [7–10]       |
| Перемога  | 27.  | 28 серпня 2009    | Цяньшань, КНР          | Тверде     | Лян Чень       | Елісон Бай Саша Джонс                           | 6–2, 6–4               |
| Перемога  | 28.  | 10 травня 2010    | Куруме, Японія         | Ґрунт      | Сюй Їфань      | Кароліна Плішкова Крістіна Плішкова             | 6–0, 6–3               |
| Поразка   | 29.  | 17 травня 2010    | ITF Каруїдзава, Японія | Ґрунт      | Сюй Іфань      | Ока Аюмі Йонемура Акіко                         | 6–7, 3–6               |
| Перемога  | 30.  | 2 серпня 2010     | ITF Пекін, КНР         | Тверде     | Чжан Шуай      | Цзи Чуньмей Лю Ваньтін                          | 4–6, 6–2, 6–4          |
| Поразка   | 31.  | 14 серпня 2010    | ITF Таллінн, Естонія   | Тверде     | Лу Цзінцзін    | Емма Лайне Мелані Саут                          | 3–6, 4–6               |
| Перемога  | 32.  | 3 січня 2011      | ITF Цюаньчжоу, КНР     | Тверде     | Лю Ваньтін     | Юлія Бейгельзимер Оксана Калашникова            | 6–3, 6–2               |
| Поразка   | 33.  | 10 січня 2011     | ITF Пінго, КНР         | Тверде     | Лю Ваньтін     | Аояма Сюко Фудзівара Ріка                       | 4–6, 3–6               |
| Поразка   | 34.  | 23 травня 2011    | ITF Градо, Італія      | Ґрунт      | Лю Ваньтін     | Марія Ірігоєн Катерина Лопес                    | 3–6, 0–6               |
| Перемога  | 35.  | 16 липня 2011     | ITF Гранбі, Канада     | Тверде     | Шерон Фічмен   | Вікторія Кисельова Наталія Россі                | 6–4, 6–2               |
| Поразка   | 36.  | 26 березня 2012   | ITF Пхукет, Таїланд    | Тверде     | Хань Сіюнь     | Ноппаван Летчівакарн Чжен Сайсай                | 3–6, 3–6               |
| Перемога  | 37.  | 14 травня 2012    | ITF Куруме, Японія     | Ґрунт      | Хань Сіюнь     | Ксенія Ликіна Мелані Саут                       | 6–1, 6–0               |
| Поразка   | 38.  | 28 травня 2012    | ITF Gimcheon, Корея    | Тверде     | Лян Чень       | Ху Юеюе Сюй Іфань                               | 0–6, 6–3, [7–10]       |
| Перемога  | 39.  | 18 червня 2012    | ITF Коян, Корея        | Тверде     | Лю Ваньтін     | Ніча Летпітаксінчай Пеангтарн Пліпич            | 6–7(7–1), 6–3, [10–7]  |
| Перемога  | 40.  | 25 червня 2012    | ITF Інчхон, Корея      | Тверде     | Лян Чень       | Kim Ji-young Ю Мі                               | 6–3, 6–2               |
| Перемога  | 41.  | 30 липня 2012     | ITF Пекін, КНР         | Тверде     | Лю Ваньтін     | Чжань Цзіньвей Хань Сіюнь                       | 5–7, 6–0, [10–7]       |
| Поразка   | 42.  | 3 січня 2013      | ITF Цюаньчжоу, КНР     | Тверде     | Лян Чень       | Ірина Бурячок Надія Кіченок                     | 6–3, 3–6, [10–12]      |
| Перемога  | 43.  | 24 червня 2013    | ITF Хучжу, КНР         | Тверде     | Чжань Цзіньвей | Лю Чан Чжоу Імяо                                | 6–4, 6–3               |